# Szamaritánus (film)
A Szamaritánus (eredeti cím: Samaritan) 2022-ben bemutatott amerikai szuperhősfilm, amelynek rendezője Julius Avery, forgatókönyvírója Bragi F. Schut. A főszerepben Sylvester Stallone, Javon Walton, Pilou Asbæk, Dascha Polanco és Moisés Arias látható. A film a Metro-Goldwyn-Mayer és a Balboa Productions koprodukciójában készült.
A Szamaritánus 2022. augusztus 26-án jelent meg a United Artists Releasing és az Amazon Studios forgalmazásában az Amazon Prime Video streaming szolgáltatáson.

## Cselekmény
Egy fiatal fiú megtudja, hogy egy szuperhős, akiről azt hitték, hogy egy huszonöt évvel ezelőtti legendás csata után eltűnt, valójában még mindig életben van.
Sok évvel ezelőtt csata dúlt a jó és a rossz között, Szamaritánus megküzdött Nemesis-el. Ők ikertestvérek voltak, de esküdt ellenségekké váltak. Ijesztő erejük volt, a városlakók féltek tőlük. Megvárták, hogy elaludjanak, bedeszkázták a házukat és felgyújtották. A szüleik élve elégtek, de az ikrek meg sem sérültek. Szamaritánus ezután a jó ügyért harcolt, védelmezővé vált, Nemesis-t viszont elemésztette a bosszú, azt akarta, hogy a világ is szenvedjen, mint a szülei. Szamaritánus próbálta megfékezni a fivére dühét, ezért Nemesis kovácsolt egy nagy erejű fegyvert, egy pörölyt, amivel el akarta pusztítani Szamaritánus-t. Nemesis odacsalta Szamaritánus-t egy erőműhöz, hogy ott legyőzze őt egyszer s mindenkorra. Egyforma erősek voltak, de a pöröllyel Nemesis-nél volt az előny. Az erőmű azonban felrobbant és mindketten meghaltak.
A jelenben járunk, Sam úgy hiszi, hogy Szamaritánus még életben van, és bizonyítékot is talál. A szomszédban lakó Joe-t elüti egy kocsi, ripityára törnek a csontjai, de ő feláll és megy tovább, mintha misem történt volna. Sam és Joe jóban lesznek, Sam példaképként tekint Joe-ra. Aztán Cyrus, a veszélyes alvilági figura megtudja, hogy Joe túlélte a gázolást, ráküldi Joe-ra az embereit, de nem tudnak vele végezni, ezért Cyrus is úgy gondolja, hogy Joe a Szamaritánus. Cyrus előzőleg megszerezte Nemesis pörölyét és a maszkját, káoszba akarja taszítani a várost és meg akarja ölni Nemesis ősellenségét, Szamaritánus-t. Elrabolja Sam-et, Joe elindul őt kiszabadítani. Az epikus csatában Joe átverekedi magát mindenen, míg végül szembe találja magát Cyrus-al. Megküzdenek, Joe győz, de kiderül, hogy ő valójában nem Szamaritánus, hanem Nemesis.

## Szereplők
| Szerep              | Színész              | Magyar hang     |
| ------------------- | -------------------- | --------------- |
| Joe Smith / Nemezis | Sylvester Stallone   | Gáti Oszkár     |
| Sam Cleary          | Javon "Wanna" Walton | Vida Bálint     |
| Cyrus               | Pilou Asbæk          | Mészáros András |
| Tiffany Cleary      | Dascha Polanco       | Solecki Janka   |
| Reza                | Moisés Arias         | Moser Károly    |
| Albert Casier       | Martin Starr         | Gáspár András   |
| Sil                 | Sophia Tatum         | Pikali Gerda    |
| Farshad             | Jared Odrick         | Horváth Illés   |
| Arthur Holloway     | Henry G. Sanders     | Varga T. József |
| Devin Holloway      | Shameik Moore        | N/A             |

### Magyar változat
- Magyar szöveg: Blahut Viktor
- Hangmérnök: Bederna László
- Vágó: Pilipár Éva
- Gyártásvezető: Vigvári Ágnes
- Szinkronrendező: Orosz Ildikó
- Produkciós vezető: Gál Zsuzsanna
- Kreatív supervisor: Rácz Katalin

A szinkront a Direct Dub Studios készítette.

## A film készítése
2019 februárjában bejelentették, hogy az MGM megszerezte Bragi F. Schut Samaritan című, a Balboa Productions-szel koprodukcióban készült alkotását. Schut már korábban megírta a forgatókönyvet, mielőtt a Mythos Comics által kiadott képregénysorozatban feldolgozta volna a történetet. 2019 szeptemberében Julius Avery csatlakozott a produkcióhoz rendezőként.
2019 februárjában bejelentették, hogy Sylvester Stallone játssza a címszerepet, aki producerként is közreműködik. 2020 februárjában Martin Starr, Moisés Arias, Dascha Polanco, Pilou Asbæk, Javon Walton, Jared Odrick és Michael Aaron Milligan csatlakozott a stábhoz. 2020 márciusában Natacha Karam csatlakozott a film szereplőgárdájához.
2019 szeptemberében a forgatás kezdetét 2020-ra tervezték Atlantában. Megerősítették, hogy a forgatás 2020. február 26-án kezdődik. Március 14-én a produkció a COVID-19 világjárvány miatt leállt. A forgatás 2020. október 8-án folytatódott.

## Bemutató
A Szamaritánus megjelenését többször is elhalasztották, korábban a tervek szerint 2020. november 20-án, 2020. december 11-én és 2021. június 4-én került volna a mozikba. A filmet 2022. augusztus 26-án mutatta be az Egyesült Államokban a United Artists Releasing és az Amazon Studios – utóbbi még ugyanabban az évben megvásárolta az MGM-et. A filmet az Amazon Prime Video streaming szolgáltatásán keresztül mutatták be.